# Charles Durkee
Charles H. Durkee (Royalton, 10 de diciembre de 1805 - Omaha, 14 de enero de 1870) fue un pionero, congresista y senador estadounidense. Fue uno de los fundadores de Kenosha, Wisconsin y fue gobernador del territorio de Utah en sus últimos cinco años de su vida.

## Primeros años
Durkee nació en Royalton, Vermont. Se convirtió en comerciante y se mudó al Territorio de Wisconsin en 1836. Allí se involucró en la agricultura y la explotación forestal, y fue uno de los fundadores de la ciudad de Southport (ahora Kenosha). La tierra que una vez tuvo en Kenosha ahora es parte del Distrito Histórico de Library Park.

## Carrera profesional
Entró en la política, sirviendo dos mandatos en la Legislatura Territorial de Wisconsin. Originalmente demócrata, luego se convirtió en miembro primero del Partido Libertad y luego del Partido del Suelo Libre y fue elegido miembro de la Cámara de Representantes de los Estados Unidos en 1848 como parte de la primera delegación completa del Congreso de Wisconsin. Sirvió en la Cámara durante dos mandatos como parte del 31.º y 32.º Congresos desde el 4 de marzo de 1849 hasta el 3 de marzo de 1853, representando al 1.º distrito congresional de Wisconsin. En 1854, se cambió al Partido Republicano recién formado y fue elegido en el Senado de los Estados Unidos por la Legislatura del Estado de Wisconsin. Sirvió durante un período, de 1855 a 1861. En 1865 se convirtió en gobernador del Territorio de Utah y ocupó ese cargo hasta 1869, cuando renunció debido a problemas de salud. Falleció en Omaha, Nebraska mientras regresaba a casa.

## Legado
Una calle de la ciudad de Appleton, Wisconsin lleva su nombre. Una escuela primaria en Kenosha, Wisconsin llevó su nombre durante muchos años. La escuela fue demolida en 2008.
Dio un discurso en el martilleo del Golden Spike en Promontory, Utah, el 10 de mayo de 1869, conectando las vías de Union Pacific con el Ferrocarril del Pacífico Central.
Su antigua casa, que luego se convirtió en una escuela episcopal para niñas ahora se conoce como Kemper Hall y está incluida en el Registro Nacional de Lugares Históricos.

## Otras lecturas
- Wilson; Fiske, eds. (1898). «Durkee, Charles». Appletons' Cyclopædia of American Biography. Volume 2 (Crane–Grimshaw). New York: D. Appleton and Company. pp. 272-273.
- McMullin, Thomas A.; Walker, David (1984). «Utah: Durkee, Charles (1865–1869)». Biographical Directory of American Territorial Governors. Meckler Publishing. pp. 299-300.